# Къща на Руси Чорбаджи
Къщата на Руси Чорбаджи се намира в село Жеравна, паметник на културата от национално значение. Построена е през втората половина на XVIII в. Представител е на жеравненската къща.
Изградена е изцяло от дъбови талпи, натакани между колонки. Таваните са дъсчени, подовете са също дървени и замазани с глина. Чрез открита дървена стълба под широка стряха, се достига до обширен чардак с голям закрит от три страни кьошк в дъното. Кьошкът се осветлява от прозорци, които се затварят само с капаци. От чардака се влиза в пруста, а оттам в помещението с огнище и в собата. Освен към пруста собата има врата и към чардака. Мебилировката в двете жилищни помещения се състои от обичайните за този район широки, ниски одри, традиционните стенни долапи и голямо огнище към една от стените. В нея прустът губи стопанските си функции и става преходно жилищно помещение, част от пода на което е повдигнат и ограден с нисък парапет. Така е създадено ново пространство – посрещник, предназначено за приемане на гости.